# Гедеш, Мартим
Мартим Кошта Гедеш (порт. Martim Costa Guedes; родился 5 ноября 2008 года в Пасуш-ди-Феррейра, Португалия), также известный как Зига (порт. Zeega) — португальский футболист, полузащитник юношеской команды клуба «Витория».

## Клубная карьера
Мартим начинал свою карьеру в клубе «Пасуш де Феррейра». В 2018 году он перебрался в академию «Витории».

## Карьера в сборной
С 2024 года Мартим представляет португальцев на юношеском уровне. В 2025 году в составе сборной Португалии до 17 лет он участвовал на юношеском чемпионате Европы в Албании. Там Мартим вышел в стартовом составе в матче открытия с албанцами, а остальные 4 игры провёл на скамейке запасных. По итогам турнира португальцы стали чемпионами Европы среди юношей. Всего за юношеские сборные Португалии полузащитник принял участие в 20 встречах, отметившись 1 забитым голом.

## Достижения
Сборная Португалии (до 17 лет)
- Чемпион Европы (до 17 лет) (1): 2025